# 리펠호른
리펠호른(독일어: Riffelhorn, 2,928m)은 스위스 발레주의 체르마트 남쪽에 위치한 페나인 알프스의 스위스 구간에 있는 산이다.
리펠호른은 고르너 능선의 일부를 형성하고 다양한 등반 등급의 여러 경로를 가진 우수한 암벽 등반 시설을 제공한다. 지역 알파인 가이드가 더 높은 산을 오르기 전에 등반가에게 암벽 등반 기술을 훈련하는 데 오랫동안 사용되어 왔다.
또한 알프스에서 가장 유명한 계곡 중 하나인 마테호른과 몬테로사 사이에 있어 매우 인기 있는 전망대이다. 또한 거의 3,000m의 고도는 알프스 조건의 필요한 분위기를 제공한다. 가장 가까운 접근은 로텐보덴역이다. 고르너그라트 철도는 여기에서 고르너그라트 정상까지 계속된다.
산의 북쪽에는 리펠호가 있다.